# Кременчуцька фортеця
Кременчуцька фортеця — фортеця у місті Кременчуці.
Розташовувалась споруда на березі Дніпра на захід від Соборної церкви, збудована ймовірно Бопланом, оточена земляним валом і ровом. У самого берега існувала невелика цитадель. Фортеця представляла вид неправильного багатокутника простягалася в довжину на 400 сажнів (864 метри) до скатної або винною площі (на площі зараз знаходитися міський сквер), а в ширину від соборної площі до Дніпра 180 сажнів (389 метрів), вона містила в собі до 30 десятин землі (близько 0,35 км² або 35 га). У ній були дві церкви. Там же поміщалися всі присутні місця і будинки чиновників, що були на службі, інші обивательські будинки знаходилися поза фортецею.
Протягом усього XVIII століття на місці нинішньої вул. Перемоги знаходився гласіс Кременчуцької фортеці. Від нього в напрямку власовської дороги у 1774 році прокладається нова вулиця, що отримала пізніше назву Київської. 
На початку XIX століття відповідно до планів 1803, 1805 років передбачалося перепланування території колишньої фортеці. 
Тепер від фортеці не залишилось нічого.